# مستند متطلبات المنتج

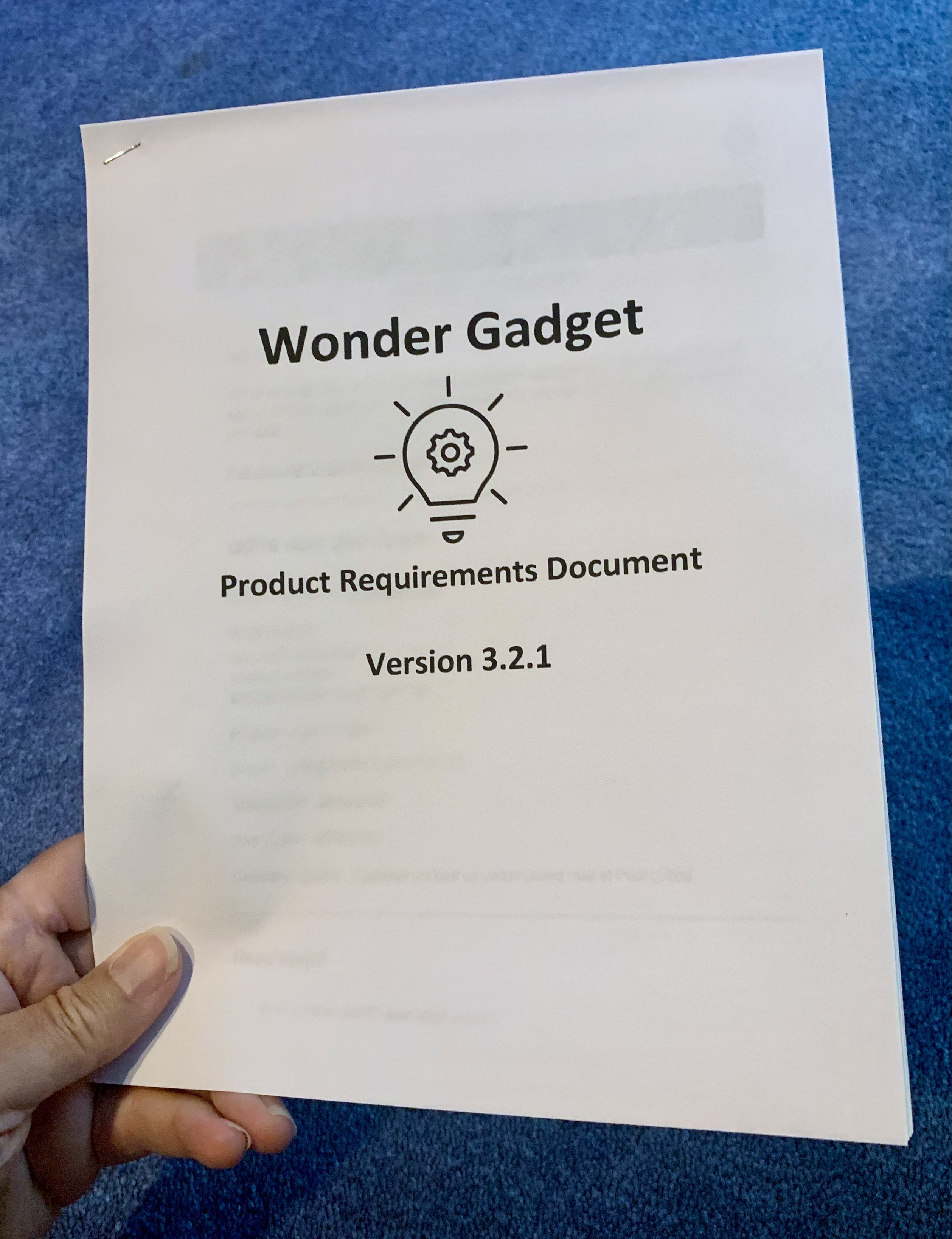
وثيقة متطلبات المنتج: أهمية وضوح الرؤية لجميع أصحاب المصلحة في المشروع

مستند متطلبات المنتج (PRD) هو مستند تكتبه الشركة التي تعرف المنتج الذي تصنعه أو المتطلبات اللازمة لواحدة أو أكثر من الميزات الجديدة لمنتج حالي قائم. غالبًا ما يتم وضع مستند متطلبات المنتج بعد كتابة مستند المتطلبات التسويقية (MRD) وموافقة الإدارة عليه، وعادةً ما تتم كتابته قبل مستند المتطلبات الفنية (أو على الأقل بالتزامن معه). وهو مصمم ليتيح للعاملين بالشركة فهم الوظائف التي من المفترض أن يؤديها المنتج والكيفية التي يجب أن يعمل بها. وفي معظم الأحيان تتم كتابة مستندات متطلبات المنتج للمنتجات البرمجية، إلا أنه يمكن استخدامها لأي نوع من المنتجات. وعادةً ما تكون هذه المستندات نتيجة تحليل المتطلبات.
بصفة عامة، يجب أن يحدد مستند متطلبات المنتج المشكلات التي من المفترض أن يحلها المنتج (أو ميزة المنتج)، ولكن يجب أن يتفادى تحديد الحل الفني لهذه المشكلات. ويتيح هذا التمييز للمهندسين إمكانية استخدام خبرتهم في تقديم الحل الأمثل للمتطلبات المحددة في مستند متطلبات المنتج.
ويُستخدم مستند متطلبات المنتج أحيانًا كمستند متطلبات تسويقية أيضًا، وخاصةً إذا كان المنتج صغيرًا أو غير معقد.

## المكونات
العناصر المكونة المعتادة لمستند متطلبات المنتج البرمجي هي:[بحاجة لمصدر]
- العنوان ومعلومات حول المؤلف
- الغرض ونطاق الاستخدام من منظور فني ومهني
- تحديد أصحاب المصلحة
- تقييم السوق والتركيبة الديموغرافية المستهدفة
- نظرة عامة على المنتج وحالات الاستخدام
- المتطلبات، وتشمل:
  - المتطلبات الوظيفية (على سبيل المثال الوظيفة التي يجب أن يؤديها المنتج)
  - متطلبات الصلاحية
  - المتطلبات الفنية (على سبيل المثال، الأمان والشبكة والنظام الأساسي والتكامل والعميل)
  - المتطلبات البيئية
  - متطلبات الدعم
  - متطلبات التفاعل (على سبيل المثال، الكيفية التي من المفترض أن يعمل بها البرنامج مع الأنظمة الأخرى)
- الافتراضات
- المعوقات
- خطط سير العمل عالية المستوى والأطر الزمنية والمعالم الرئيسية (ويتم تحديد المزيد من التفاصيل من خلال خطة المشروع)
- خطة التقييم ومقاييس الأداء

لا تشتمل جميع مستندات متطلبات المنتج على كل هذه المكونات. وبشكل خاص، فإن مستندات متطلبات المنتج لأنواع المنتجات الأخرى (مثل السلع المصنعة وما إلى ذلك) تستبعد العناصر الخاصة بالبرمجيات من القائمة أعلاه، وقد تضيف عناصر أخرى تتعلق بمجال عملها؛ على سبيل المثال متطلبات التصنيع.